# محمد الشيخ
محمد الشيخ بن هو محمد بن عبد الرحمن بن علي بن مخلوف بن زيدان السعدي سلطان الدولة السعدية، حكم بين سنتي 1540 و1557، وفي عهده قضى على الوطاسيين في المغرب سنة 1554. قام بعدها بتوطيد دعائم ملكه وأمن البلاد، واستولى على تلمسان.

## نشأته
لقب أبو عبد الله محمد الشيخ بالمهدي، وعني بالعلم في صغره وتعلق بأهدابه فأخذ عن جماعة من الشيوخ وبلغ فيه درجة الرسوخ حتى كان يخالف القضاة في الأحكام ويرد عليهم فتاويهم، كما كان أديبا وحافظا وكان يحفظ ديوان المتنبي عن ظهر قلب.

## فترة حكمه
كان يشغل الوزارة في عهد أخيه السلطان أحمد الأعرج، فاختلفا في الأمر فانقلب على السلطان وانفرد بالسلطة سنة 1540.
من بين وزرائه الرئيس أبو الحسن علي بن أبي بكر آصناك الحاحي وموسى بن أبي جمدي العمري، ومن قضاته في فاس أبو الحسن علي بن أحمد الخصاصي وفي مراكش أبو الحسن علي بن أبي بكر السكتاني. من أولاده محمد المعروف بالحران، وقتل في تلمسان، وعبد الله الغالب وعبد الملك وأحمد المنصور وهؤلاء الثلاثة ولوا الأمر بعد أبيهم، وله ابن تولى الوزارة وهو أبو محمد عبد القادر الذي توفي في حياة أبيه.
امتاز عهد محمد الشيخ بسياسة عدوانية تجاه بعض الفقهاء ورؤساء الزوايا، حيث فتك بالكثير منهم، كما هو حال عبد الواحد الونشريسي الذي اغتاله سنة 955هـ، وأخلى زاوية سيدي عبد الله الكوش في مراكش وأبعدها إلى فاس، وقتل عبد الوهاب الزقاق لاتهامه بالميل إلى أبي حسون المريني سنة 961هـ، كما قتل الفقيه أبو علي حرزوز المكناسي بتهمة تحذير الناس من الانقياد إلى حكمه، إضافة إلى سن سياسة ضريبية ثقيلة على الناس، أهمها ضريبة النائبة وفرضه المغارم والمطالب.
وعلى الرغم من ذلك قام محمد الشيخ بأعمال عمرانية مهمة كبناء مرسى أكادير، وتحصين مدينة تارودانت وإنشاء العديد من المساجد خاصة في سوس.

### هزمه للوطاسيين
رغم مساندة الدولة العثمانية للوطاسيين في حربهم ضد السعديين تمكن محمد الشيخ من الاستيلاء على فاس عام 956 هـ وقبض على بني وطاس، وأسر السلطان أبا العباس بينما فر أبو حسون واستنجد بالأتراك.
قام السلطان محمد الشيخ بحشد 30,000 رجل، بقيادة ابنه محمد الحران، وغزا مدينة تلمسان سنة 1551، واصلت الجيوش المغربية تقدمها إلى قلعة العثمانيين مستغانم المحصنة، لكنهم فشلوا في الاستيلاء على المدينة. بهذه المناسبة، قام أمير "بانو"، والذي كان يحارب العثمانيين لمدة 30 سنة، بالوقوف معهم ضد السعديين وقام بتزويدهم بالكتائب. نجح العثمانيون في صد الهجوم السعدي بقوة مؤلفة من الكتائب القبلية والإنكشارية العثمانية بقيادة حسن كوسرو.

### العلاقة مع الأندلسيين
لم تكن علاقة الأندلسيين بالدولة السعدية جيدةً، رغم أن انتصارات محمد الشيخ ضد البرتغاليين كان لها حسن الأثر لدى الأندلسيين، الذين أيدوه تأييدًا كاملاً، كرجل الجهاد المدافع عن المغرب، والمنقذ للأندلس. وحاول «محمد الشيخ» التحالف مع العثمانيين، لإنقاذ الأندلسيين، لكن خوفه منهم أوقفه عن ذلك.

### العلاقة مع العثمانيين
بعد سقوط مملكة بني زيان في يد العثمانيين وحصول مجزرة في صفوفهم، قام محمد الشيخ السعدي باحتلال تلمسان بعد أن تحالف مع القائد منصور بن أبي غنام، وزير آخر ملوك أولاد بوزيان، ووضع ابن أبي غنام على رأسها.

قال الناصري في الاستقصا لأخبار المغرب الأقصى أن أبا عبد الله الشيخ السعدي: 
لما علم السلطان العثماني سليمان القانوني بخبر نهاية الدولة الوطاسية على يد عبد الله الشيخ كتب إليه رسالة يهنئه فيها بالوصول إلى السلطة، غير أنه طلب منه في نفس المراسلة أن يدعو باسم السلطان العثماني على منابر المغرب على غرار ما كان يفعله الوطاسيون.
واستمر العثمانيون باتباع سياسة الاحتواء تجاه السلاطين السعديين الأوائل، ففي سفارة عثمانية إلى محمد الشيخ اقترح عليه المساعدة لمحاربة المسيحيين مقابل الخطبة باسم السلطان العثماني،

### اغتياله
لم يستسغ السلطان العثماني هذا الرد والجواب، فقرر اغتيال السلطان السعدي، فكلف العثمانيون جماعة من الأتراك للقيام بهذه المهمة. ورد في الاستقصا أن: 

 
ولما اطمأن السلطان لهم، استغلوا فرصة قيامه بإحدى الحركات إلى الجنوب المغربي فقاموا بقتله. قال الناصري: 
لما وصل رأس محمد الشيخ إلى سليمان، أمر بجعله في شبكة نحاس وتعليقه على باب القلعة في القسطنطينية، وظل هناك إلى أن قدم ابناه عبد الملك المعتصم وأحمد المنصور على السلطان سليم الثاني يطلبان دعمه لهما في مواجهة البرتغاليين والملك المخلوع المتوكل.